# Choley Yeshe Ngodub
Choley Yeshe Ngodub (1851 – 1917) è stato Druk Desi, capo civile del Bhutan, dal 1903 al 1905.

## Biografia
Fu preceduto sul trono da Sangye Dorji e fu l'ultimo rappresentante ad adoperare il titolo nobiliare di Druk Desi. A subentragli dopo i due anni di regno fu il Maharaja Ugyen Wangchuck della dinastia dei Wangchuck.